# Château de Mauvaisinière
Le château de Mauvaisinière est un château situé à Bizeneuille, en France.

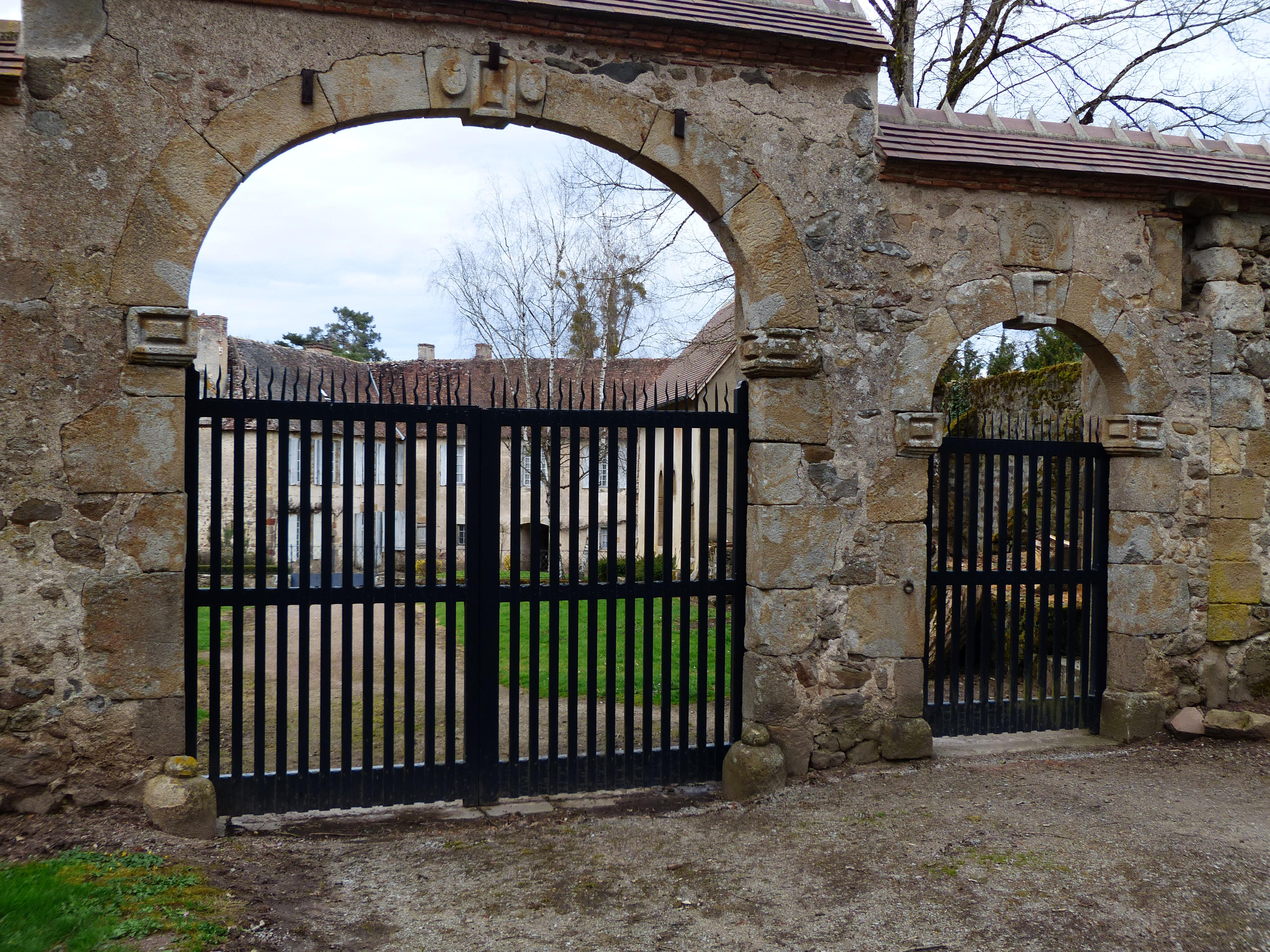
Le portail et la façade sur cour du château.

## Localisation

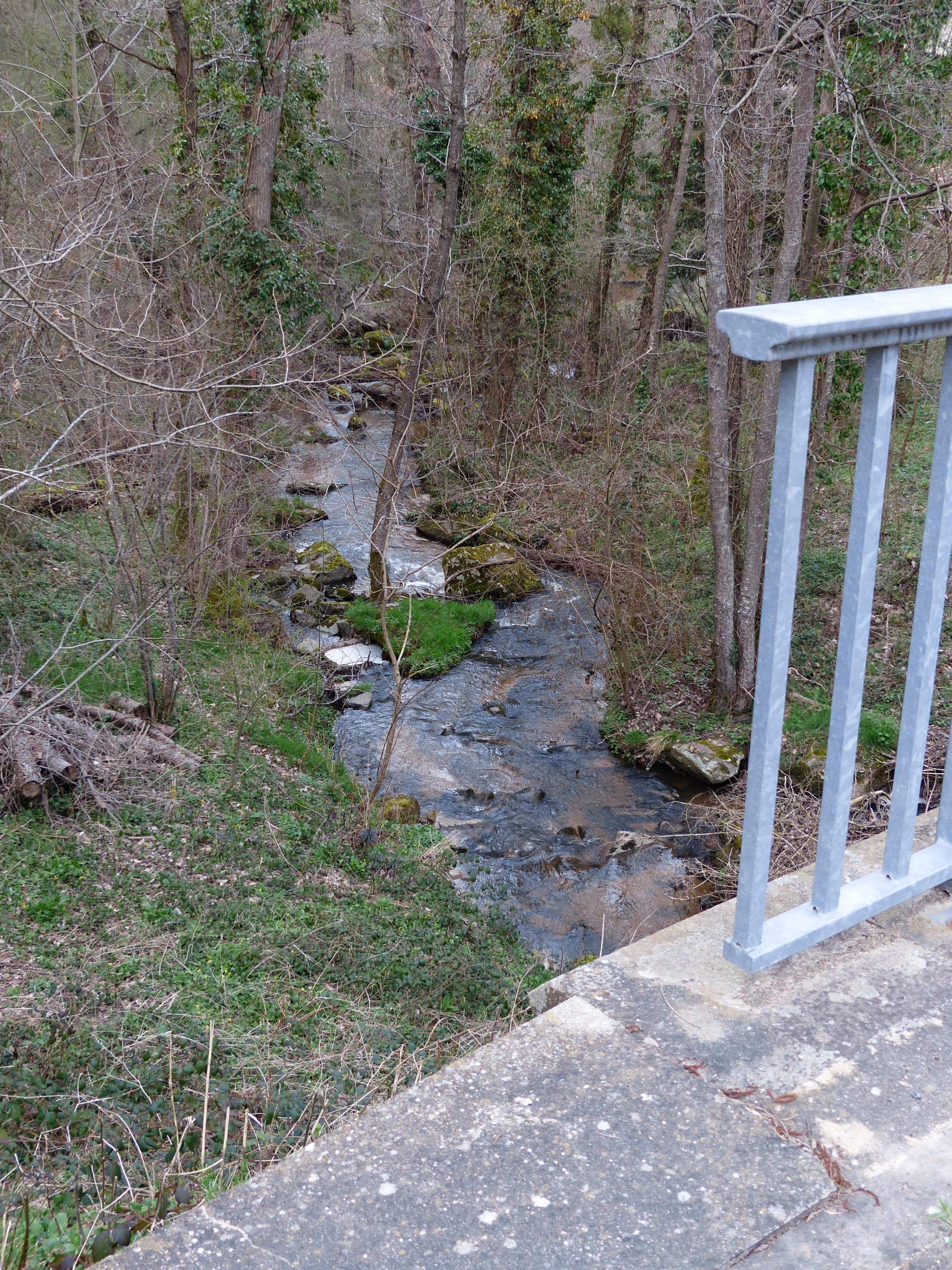
Le ruisseau de Mauvaisinière, qui a formé le vallon où se trouve le château.

Le château est situé sur la commune de Bizeneuille, dans le département de l'Allier, en région Auvergne-Rhône-Alpes. Il se trouve à l'ouest du bourg, en contrebas de celui-ci, dans le vallon creusé par le ruisseau de Mauvaisinière. On y accède par la D 157.

## Description
Mauvaisinière est un manoir des XVIe et XVIIe siècles, assez modeste, mais d'apparence harmonieuse.
Un beau portail du XVIIIe siècle, avec voûte en anse de panier, donne sur la cour des communs. Le logis, formé de deux ailes en équerre, se trouve au fond vers la droite. La façade opposée donne sur une terrasse qui domine le ravin ; une tour ronde, nettement plus haute que le logis, est accolée à cette façade du côté sud.

## Historique
La terre de Mauvaisinière appartenait au XVIIe siècle et dans la première moitié du XVIIIe siècle à la famille de Villars, qui possédait aussi Ancinay à Doyet. Claude de Villars a pour unique héritière sa fille Louise Aimée qui épouse le 27 septembre 1763 à Bizeneuille Louis Charles Joseph du Verdier, capitaine commandant au régiment Royal-Étranger cavalerie, d'une famille berrichonne, qui vient s'établir en Bourbonnais. Leur petite-fille, Anne Marie Henriette épouse le 3 mai 1810 à Bizeneuille Charles Pierre Le Lubois de Marsilly, contrôleur principal des droits réunis, fils d'un secrétaire du roi près la chancellerie du parlement de Bretagne. Leur petit-fils, Raoul Le Lubois de Marcilly (1843-1928) finit sa vie à Mauvaisinière et est enterré à proximité du château, où l'on peut encore voir sa tombe.
Ensuite, Mauvaisinière a appartenu à une famille de Bizeneuille, les Patier.
Le château, mal entretenu jusqu'au milieu des années 2010, fait l'objet depuis 2018 d'une restauration soignée, avec le soutien de la Fondation du patrimoine.